# Pierre Gascher
Pierre Gascher, né le 8 avril 1933 au Mans (Sarthe, France) et mort le 31 janvier 2008 à Poncé-sur-le-Loir (Sarthe, France), est un homme politique français.

## Détail des fonctions et des mandats
Mandats locaux
- 1971 - 1977 : Maire de Marolles-les-Braults
- 1977 - 1983 : Maire de Marolles-les-Braults
- 1983 - 1989 : Maire de Marolles-les-Braults
- 1989 - 1995 : Maire de Marolles-les-Braults
- 1995 - 2001 : Maire de Marolles-les-Braults
- Président de la Communauté de communes du Pays Marollais
- 1973 - 1979 : Conseiller général du canton de Marolles-les-Braults
- 1979 - 1985 : Conseiller général du canton de Marolles-les-Braults
- 1985 - 1992 : Conseiller général du canton de Marolles-les-Braults
- 1992 - 1998 : Conseiller général du canton de Marolles-les-Braults
- 1998 - 2004 : Conseiller général du canton de Marolles-les-Braults

Mandats parlementaires
- 19 mars 1978 - 22 mai 1981 : Député de la 5e circonscription de la Sarthe
- 14 juin 1981 - 1er avril 1986 : Député de la 5e circonscription de la Sarthe
- 28 mars 1993 - 21 avril 1997 : Député de la 5e circonscription de la Sarthe